# Фламбе (тарт)

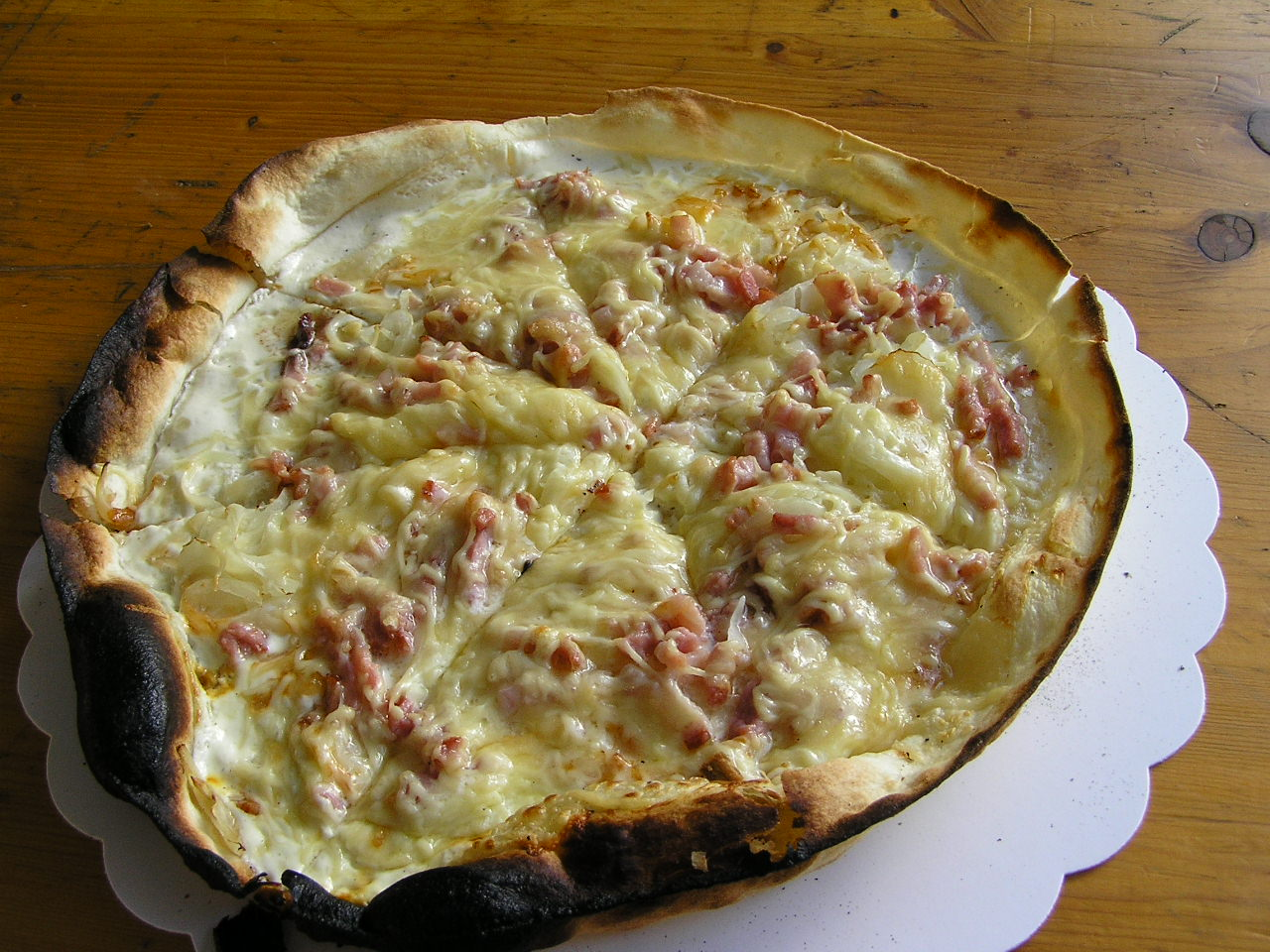

Тарт фламбе́ (фр. tarte flambée — «палаючий пиріг» або нім. Flammkuchen) — плоский відкритий пиріг з білим сиром, популярна страва ельзаської кухні, тонкий шар тіста з начинкою з вершків, цибулі і бекону. Страва походить з регіонів Ельзас і Лотарингія.

## Історія
Тарт фламбе походить з регіонів Ельзас та Лотарингія. Ельзас розташований в північно-східній частині Франції, розташований поруч з кордонами Німеччини і Швейцарії. З 1945 року Ельзас належить Франції. Десь у тій частині і з'явився тарт фламбе, який до сьогодні залишається частиною французької культури. Tarte flambée в дослівному перекладі з французької означає «палаючий пиріг». Назва страви може ввести в оману, оскільки у французькій кухні словом «фламбе» (фр. flambé) називають страви, политі міцним алкогольним напоєм і підпалені. Але тарт фламбе (за винятком деяких солодких варіантів) не підпалюють; слово «палаючий» тут означає, що він приготований на відкритому вогні, «в язиках полум'я». Тарт фламбе займає в кухні Ельзасу таке ж місце, як піца в неаполітанській. Правда, на відміну від піци, за межами Ельзасу тарт фламбе не надто відомий: це проста селянська страва, і як наслідок — невибаглива. Хоча цей пиріг відомий перш за все як французька страва, історія регіонів, з яких походить тарт фламбе тісно переплітається з німецькою історією. Тому тарт фламбе також називають Flammkuchen або Flammekueche німецькою мовою. Ця страва була часто частиною традиційних сімейних обідів або подавалася як закуска в пивній. Легенда свідчить, що творці цієї страви були ельзаські фермери. У ельзаських селах хліб випікали досить рідко: раз на два або три тижні. Ця процедура перетворювалася на невелике сімейне свято. Щойно розтоплена піч була занадто гарячою для випічки хліба, однак у ній можна швидко, за одну-дві хвилини приготувати тонкий коржик з тіста. Для тарт фламбе використовували залишки тіста після замісу хліба: їх тонко розкачували і додавали начинку. На піку своєї температури, піч матиме ідеальні умови, щоб спекти тарт фламбе. Вугілля відтісняють, щоб звільнити місце в середині духовки. Коржики, покриті сиром або сметаною, шматочками сала і цибулі, клали в піч, а через кілька хвилин виймали тарт фламбе, викладали на дерев'яну дошку і розрізали на шматки. Кожен брав свій шматок руками, складав або згортав і їв. Ельзасці і сьогодні їдять цю страву руками. Перша письмова згадка про тарт фламбе в гастрономічній літературі з'явилася в 1884 році.

## Приготування
Класичний тарт фламбе — тонка скоринка з тіста, запечена в дуже гарячій духовці з традиційними компонентами — білим м'яким сиром або сметаною, цибулею і беконом — які є звичайним явищем у Ельзасі. Як і будь-яку регіональну страву, тарт фламбе можна приготувати по-різному. Місцеві жителі більш полюбляють традиційний рецепт. Однак ельзаські ресторани пропонують тарт фламбе з найрізноманітнішою начинкою, наприклад, з куркою, рибою, з дарами моря, грибами, і навіть помідорами. Готують також солодкі тарт фламбе з фруктами. Майже кожен ресторан пропонує кілька різновидів тарт фламбе. На стінах страсбурзьких ресторанів можна побачити спеціальні таблички, що інформують, що в них подають тарт фламбе. Іноді навіть вказують, що страва приготована традиційним чином — на дровах (фр. cuite au feu de bois). В цьому випадку краї коржа можуть підгоріти. Але це не є недоліком страви, а навпаки, є доказом традиційного способу приготування. Оскільки традиційний тарт фламбе готують на відкритому вогні, при високій температурі (до 350 °C). Існують навіть мережі ресторанів, що спеціалізуються на тарт фламбе.

## Різновиди тарт фламбе

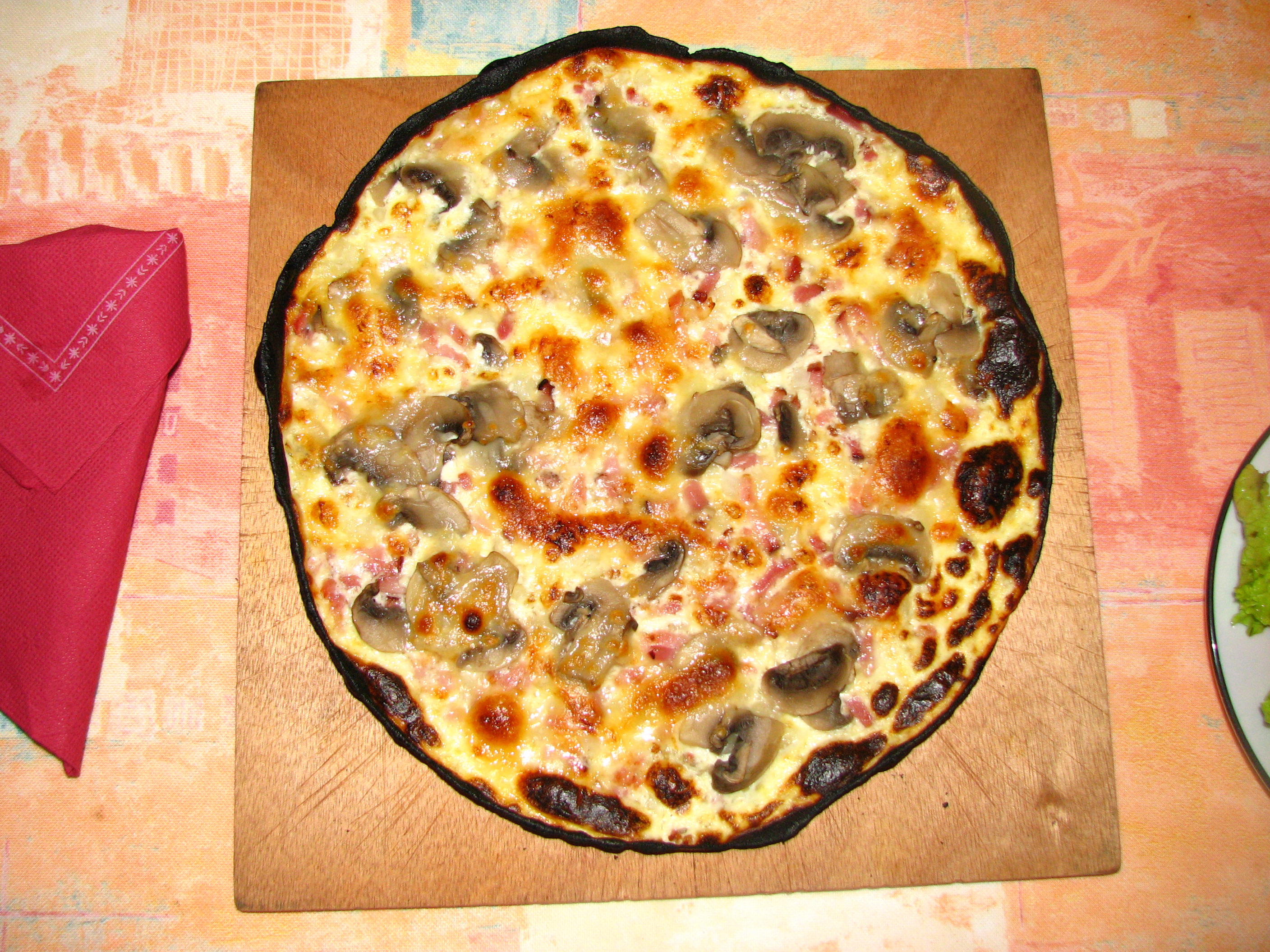

Інші різновиди «палаючого пирога» не так популярні, як класична версія, але ельзаські ресторани обов'язково запропонують ще кілька варіантів цієї страви:
- Gratinée — з сиром грюйер;
- Forestière — з лісовими грибами замість бекону;
- Munster (Royale) — з сиром Мюнстер;
- Sucrée — з яблуками та корицею;

База з тіста і соусу в цьому випадку залишається незмінною.

## Сервірування
Тарт фламбе сервірується на дерев'яній дошці та розрізається на шматки. Найчастіше сучасний варіант страви увінчаний беконом, овочами та сметаною. Якщо, наприклад відвідувачі замовили кілька різновидів тарт фламбе, на стіл ставиться тільки один, а інші приносять по черзі, щоб вони залишалися гарячими. Якщо обслуговують одного клієнта, або кожен з відвідувачів за одним столом замовив різний тарт фламбе, кожному приносять окрему дошку із замовленою стравою. Тарт фламбе зручніше їсти саме з дошки, а не з тарілки — виделкою або руками. Деякі ресторани подають тарт фламбе тільки ввечорі. До страви подають або пиво, або біле вино. Для тарт фламбе більш пасує Riesling, Pinot Blanc або Sylvaner

## Цікаві факти
- На відміну від інших страв ельзаської кухні тарт фламбе майже не подавався у міських ресторанах аж до 1960-х років. Лише мода на піцерії викликала інтерес до цієї традиційної страви[3].
- У деяких ресторанах пропонують за певну плату цікаву послугу: офіціант приноситиме нові різні порції тарт фламбе до того моменту, доки клієнт його не зупинить[3].